# Ратошин
Ратошин (пол. Ratoszyn) — село в Польщі, у гміні Радзанув Білобжезького повіту Мазовецького воєводства.
Населення — 185 осіб (2011).

## Демографія
Демографічна структура станом на 31 березня 2011 року:
|          | Загалом | Допрацездатний вік | Працездатний вік | Постпрацездатний вік |
| -------- | ------- | ------------------ | ---------------- | -------------------- |
| Чоловіки | 88      | 21                 | 52               | 15                   |
| Жінки    | 97      | 24                 | 47               | 26                   |
| Разом    | 185     | 45                 | 99               | 41                   |